# Rose Hill (Comtat de Lee)
Rose Hill és una concentració de població designada pel cens del Comtat de Lee (Virgínia) als Estats Units d'Amèrica.

## Demografia
Segons el cens dels Estats Units del 2000 Rose Hill tenia 714 habitants., 306 habitatges, i 197 famílies. La densitat de població era de 80,1 habitants per km².
Dels 306 habitatges en un 30,1% hi vivien nens de menys de 18 anys, en un 48% hi vivien parelles casades, en un 13,4% dones solteres, i en un 35,3% no eren unitats familiars. En el 33% dels habitatges hi vivien persones soles el 15,4% de les quals corresponia a persones de 65 anys o més que vivien soles. El nombre mitjà de persones vivint en cada habitatge era de 2,33 i el nombre mitjà de persones que vivien en cada família era de 2,96.
Per edats la població es repartia de la següent manera: un 25,9% tenia menys de 18 anys, un 4,8% entre 18 i 24, un 29,6% entre 25 i 44, un 24,4% de 45 a 60 i un 15,4% 65 anys o més.
L'edat mediana era de 39 anys. Per cada 100 dones de 18 o més anys hi havia 75,2 homes.
La renda mediana per habitatge era de 15.408 $ i la renda mediana per família de 15.833 $. Els homes tenien una renda mediana de 23.500 $ mentre que les dones 16.583 $. La renda per capita de la població era de 9.652 $. Entorn del 36,4% de les famílies i el 40,8% de la població estaven per davall del llindar de pobresa.